# Ludvig Strigeus
Carl Ludvig Gunnar Strigeus, (Örgryte församling, Suecia, 15 de enero de 1981) Nació en la parroquia de Örgryte, en el condado de Göteborgs y Bohus, es un ingeniero civil en informática y programador sueco. Es conocido por su cliente de BitTorrent µTorrent, así como por ser una de las figuras clave detrás de Spotify. Desde 2023, es miembro de la Real Academia de Ingenieros.

## Biografía
Strigeus comenzó a programar desde muy joven en el Vic-20 de su familia y lanzó sus propios juegos ya en la adolescencia. Estudió ingeniería informática en la Universidad Técnica de Chalmers y obtuvo su título de ingeniero civil en 2006, destacándose como uno de los mejores de su clase y recibiendo la medalla John Ericsson por sus resultados académicos.
Desarrolló el motor de juegos ScummVM, un emulador para los juegos de aventuras de LucasArts que permite jugar a clásicos como Day of the Tentacle y Monkey Island en computadoras modernas. A través del proyecto OpenTTD, ha sido fundamental en la adaptación de Transport Tycoon Deluxe a múltiples plataformas.
En un corto período de tiempo, desarrolló la base para µTorrent, un cliente Torrent pequeño y rápido que rápidamente se volvió muy popular. Gracias a esto, fue descubierto por los fundadores de Spotify, Daniel Ek y Martin Lorentzon, quienes en 2006 compraron el programa y sentaron las bases tecnológicas para el exitoso reproductor de música que domina el mercado. Strigeus fue contratado como programador sénior en Spotify y recibió el 5% de las acciones de la empresa, un puesto que en 2018 valía aproximadamente 1.4 mil millones de coronas, y sigue siendo copropietario y colaborador en la empresa (2020).
Strigeus ha obtenido varias patentes en su campo. En 2015, fue nombrado doctor honorario en la Universidad Tecnológica Chalmers  y en 2020 recibió el Premio Polhem de Sveriges Ingenjörer.
Vive en Gotemburgo.

## Premios
- 2011 – Premio Tenzing: Strigeus recibió este premio el 23 de noviembre de 2011 por su contribución como cocreador de Spotify.[3][9]
- 2015 – Doctor honorario en la Universidad Técnica de Chalmers, con la justificación: "Ludvig Strigeus es la mente detrás de la exitosa plataforma técnica de Spotify para transmitir música. También ha creado el pequeño pero eficiente cliente de transferencia de archivos µtorrent, un éxito formidable utilizado por millones de personas en todo el mundo."[4]
- 2020 – Premio Polhem otorgado por Sveriges Ingenjörer, con la justificación: "Ludvig Strigeus ha ampliado los límites del software."[7][10]
- 2021 – Medalla Gustaf Dalén, junto con Martin Lorentzon, con la justificación: "El establecimiento y desarrollo de la empresa Spotify y sus servicios es una contribución destacada a nivel global. Un producto de enorme impacto y una estructura empresarial con una posición y competitividad globales."[11]

## Software
- Spotify (cliente de distribución de medios)[2]
- µTorrent (cliente de BitTorrent)[2]
- OpenTTD (clon de Transport Tycoon)[2]
- ScummVM (intérprete para juegos de aventuras de LucasArts)[2]
- Idioten (juego de cartas para Windows)[12]
- WebWorks (editor de texto-HTML)[13]
- TunSafe (cliente VPN para Windows basado en WireGuard)[14]

## Otras lecturas
- Friman, Christopher (2012). Den osynlige [Elektronisk resurs] : Ett reportage om Ludvig Strigeus, "King of code", ur magasinet Filter. (en sueco). Leopard. ISBN 978-91-85279-16-6. LIBRIS 10140969.

- Datos: Q2635871